# Taverna del Santopalato
La Taverna Futurista del Santopalato, abbreviato Taverna del Santopalato, era un locale storico di Torino, primo e unico ristorante di cucina futurista in Italia.

## Storia
In seguito all'apertura di un ristorante di cucina futurista a Parigi su iniziativa di Filippo Tommaso Marinetti e Jules Maincave che rimase però attivo per poco tempo, e la pubblicazione del Manifesto della cucina futurista il 28 dicembre del 1930, venne annunciata su un articolo de La Stampa del Dott. Stradella l'apertura a Torino di un nuovo punto di ristoro che avrebbe servito ricette futuriste:
La Taverna del Santopalato venne costruita in via Vanchiglia 2, angolo corso San Maurizio, a pochi passi da Piazza Vittorio Veneto, progettata e decorata da Fillìa e Nicolay Diulgheroff, che resero l'interno del locale simile a un sottomarino con tinteggiature in alluminio, colonne luminose e occhi metallici sulle pareti. Stando a quanto riportano le fonti, la Taverna venne inaugurata da Marinetti "dopo una febbrile giornata di intenso lavoro nella cucina, dove i futuristi Fillìa e Saladin gareggiavano con i cuochi del Ristorante". Durante la cena di apertura del locale, che perdurò fra la mezzanotte e le quattro dell'8 marzo 1931, furono servite quattordici portate ideate da Fillìa, Paolo Alcide Saladin, Diulgheroff, Enrico Prampolini e Mino Rosso che erano il frutto di combinazioni inedite di ingredienti e sapori, dove coesistevano, ad esempio, dolce e salato e carne e pesce. Fra queste vi erano il "carneplastico" (polpetta di vitello e verdure ricoperta di miele alla cui base figurano un anello di salsiccia e tre palline di pollo fritto), il "pollofiat" o "pollo d'acciaio" (un volatile ripieno di zabaglione e decorato da confetti argentati che dovevano simulare dei cuscinetti a sfere), il "brodo solare", l'"ultravirile" (per sole donne), cocktail, sandwich, del purè e il dessert (che venivano però rinominati dai futuristi rispettivamente "polibibite", "traidue", "poltiglie" e "peralzarsi"). Durante l'happening, le pietanze vennero gustate seguendo la prassi del futurismo, quindi attraverso il coinvolgimento generale di tutti i sensi (profumi, musiche e azioni tattili, come, ad esempio il consumo del cibo senza l'uso delle posate e il far passare queste su determinati materiali). La cena fu mal accolta dai critici e i partecipanti, ma qualcuno sostiene che i piatti serviti e il clima dell'evento avrebbero anticipato l'odierna gastronomia molecolare. Il locale chiuse nel 1940 per problemi economici.